# Adoxophyes aurata
Adoxophyes aurata es una especie de polilla del género Adoxophyes, tribu Archipini, subfamilia Tortricinae.

## Distribución
Se distribuye por Filipinas.

## Taxonomía
Fue descrita por Diakonoff en 1968 y publicada en Bulletin du Muséum National d'Histoire Naturelle 257 (1967): 11.